# Trevor Thompson
Trevor Thompson (Long Island, 12 giugno 1994) è un cestista statunitense.

## Palmarès
- Coppa del Belgio: 1

Antversa Giants: 2019